# Preston Brooks
Preston Smith Brooks (Edgefield County (South Carolina), 5 augustus 1819 – Washington D.C., 27 januari 1857) was een Amerikaans politicus. Hij was van 1853 tot 1857 lid van het Huis van Afgevaardigden. Hij geniet vooral bekendheid omdat hij senator en abolitionist Charles Sumner bewusteloos sloeg op de senaatsvloer.

## Levensloop
Brooks studeerde aan het South Carolina College, tegenwoordig beter bekend als de Universiteit van South Carolina. Hij werd weggestuurd omdat hij kort voor zijn afstuderen lokale politiebeambten had bedreigd met een vuurwapen. Hij vocht een duel uit met de latere senator uit Texas Louis Wigfall. Daarbij werd Brooks geraakt in de heup, waardoor hij de rest van zijn leven met een stok liep. Hij werd in 1845 toegelaten tot de balie en vocht mee in de Mexicaans-Amerikaanse Oorlog.
Zijn eerste publieke functie vervulde Brooks in 1844 toen hij werd verkozen in het Huis van Afgevaardigden van de staat South Carolina namens de Democraten. In 1853 trad hij toe tot het federale Huis van Afgevaardigden. Net als zijn staatsgenoten was Brooks een uitgesproken voorstander van de slavernij. Elke aanval daarop of beperking daarvan wees hij ferm van de hand. Tijdens zijn periode als Afgevaardigde was er veel te doen rondom de vraag of slavernij wel of niet moest worden toegestaan in de nieuwe toetredende staten tot de Unie, zoals Kansas en Texas.
Tijdens een debat in de Senaat bekritiseerde senator Charles Sumner, zelf voorstander van de afschaffing van de slavernij, zijn collega-politici die wilden dat de slavernij in Kansas werd toegestaan. Hij vergeleek senator Andrew Butler  met Don Quichotte, omdat deze een prostituee ("de slavernij") omarmde als zijn meesteres.
De toespraak raakte bij Brooks, een neef van de bekritiseerde Butler, de verkeerde snaar. Hij overwoog Sumner uit te dagen voor een duel, maar vond dat een duel alleen tussen heren kon plaatsvinden. Sumner voldeed duidelijk niet aan die definitie. In plaats daarvan ging hij Sumner twee dagen later in de Senaat te lijf met zijn wandelstok. Brooks sloeg Sumner verschillende keren op het hoofd en ging door met het gebruiken van geweld toen Sumner wegdook onder zijn bureau. Sumner raakte bewusteloos. Hij liep hersenbeschadiging op en keerde pas drie jaar later terug naar de Senaat. De rest van zijn leven bleef hij last houden van de gevolgen van de aanval.
In het Zuiden werd de aanval in het algemeen toegejuicht, terwijl deze in het Noorden veroordeeld werd. Veel zuiderlingen zagen het als Brooks goed recht om zijn familie-eer, en de eer van het hele Zuiden, te verdedigen. Hij kreeg tientallen nieuwe wandelstokken toegestuurd, omdat zijn oude tijdens het gevecht was gebroken.
Anson Burlingame, een Afgevaardigde uit New York, noemde Brooks vervolgens de "grootste lafbek" in het Huis van Afgevaardigden. Brooks daagde Burlingame vervolgens uit voor een duel. Burlingame nam de uitnodiging aan. Het duel zou plaatsvinden aan de Canadese zijde van de grens nabij de Niagara Falls, aangezien het houden van een gewapend duel in de Verenigde Staten niet was toegestaan. Brooks, die naar verluidt onaangenaam verrast was dat Burlingame de uitnodiging had aangenomen, kwam uiteindelijk niet opdagen. Volgens hem waren er grote risico's aan het duel verbonden. Zo zou hij moeten reizen via de noordelijke staten waar de bevolking hem niet goedgezind was.
In het Huis van Afgevaardigden werd een motie ingediend om Brooks uit zijn ambt te zetten. De motie haalde geen meerderheid, maar Brooks trad desalniettemin af. Hij stelde dat hij Sumner niet had willen doden, in dat geval had hij een ander wapen gebruikt. Door de rechtbank werd hij veroordeeld tot het betalen van een boete van 300 dollar. Aan de tussentijdse verkiezingen die werden gehouden omdat zijn zetel vacant was gekomen nam Brooks gewoon deel en hij werd herkozen. In november 1856 keerde hij terug in het Huis van Afgevaardigden.
Brooks overleed in januari 1857 onverwachts aan de gevolgen van kroep. Ondanks het slechte weer bezochten duizenden mensen zijn begrafenis in Washington D.C.. Brooks werd vooral herinnerd vanwege zijn aanval op Sumner. Het was een illustratie van het uiteendrijven van het Noorden en Zuiden – zij waren steeds minder vaak on speaking terms – in opmaat naar de Amerikaanse Burgeroorlog die vier jaar na het overlijden van Brooks uitbrak.
- Gemeinsame Normdatei: 1017000522
- International Standard Name Identifier: 0000 0000 2670 1420
- Library of Congress Control Number: n86114041
- National Archives and Records Administration: 10570648
- Nationale Bibliotheek van Israël: 987007345128405171
- SNAC: w6zk5gkp
- Système universitaire de documentation: 146767039
- Biographical Directory of the United States Congress: B000885
- Virtual International Authority File: 35939963
- WorldCat: E39PBJpjdg8dx3qJy84xPBWbh3